# Cumbum (Andhra Pradesh)
Cumbum es una ciudad censal situada en el distrito de Prakasam en el estado de Andhra Pradesh (India). Su población es de 15169 habitantes (2011). Se encuentra a 233 km de Vijayawada y a 130 km de Kurnool.

## Demografía
Según el censo de 2011 la población de Cumbum era de 15169 habitantes, de los cuales 7588 eran hombres y 7581 eran mujeres. Cumbum tiene una tasa media de alfabetización del 78,72%, inferior a la media estatal del 67,02%: la alfabetización masculina es del 89,12%, y la alfabetización femenina del 68,36%.